# NGC 495
NGC 495 este o galaxie spirală situată în constelația Peștii. A fost descoperită în 12 septembrie 1784 de către William Herschel. De asemenea, a fost observată încă o dată de către Heinrich Louis d'Arrest și de către Herman Schultz.